# Akademie Ikalto
Akademie Ikalto (gruzínsky იყალთოს აკადემია, Ikaltos akademia) byla významná středověká církevní škola, založená při stejnojmenném klášteru v gruzínském regionu Kachetie, okres Telavi.

## Geografie
Klášterní komplex se nachází v nadmořské výšce 700 - 720 metrů na severním úpatí horského hřebene Gombori (nejvyšší vrchol Civi či Tsivi -1989 m n. m.), zhruba 4 km vzdušnou čarou směrem na západ od správního centra Kachetie Telavi (po místních komunikacích je klášter od Telavi vzdálen přibližně 7 km). Od jižního okraje obce Ikalto je klášter vzdálen cca 0,5 km. Od Telavi je toto území odděleno údolím řeky Turdo, pravostranného přítoku řeky Alazani.

## Historie

### Klášter ze 6. století

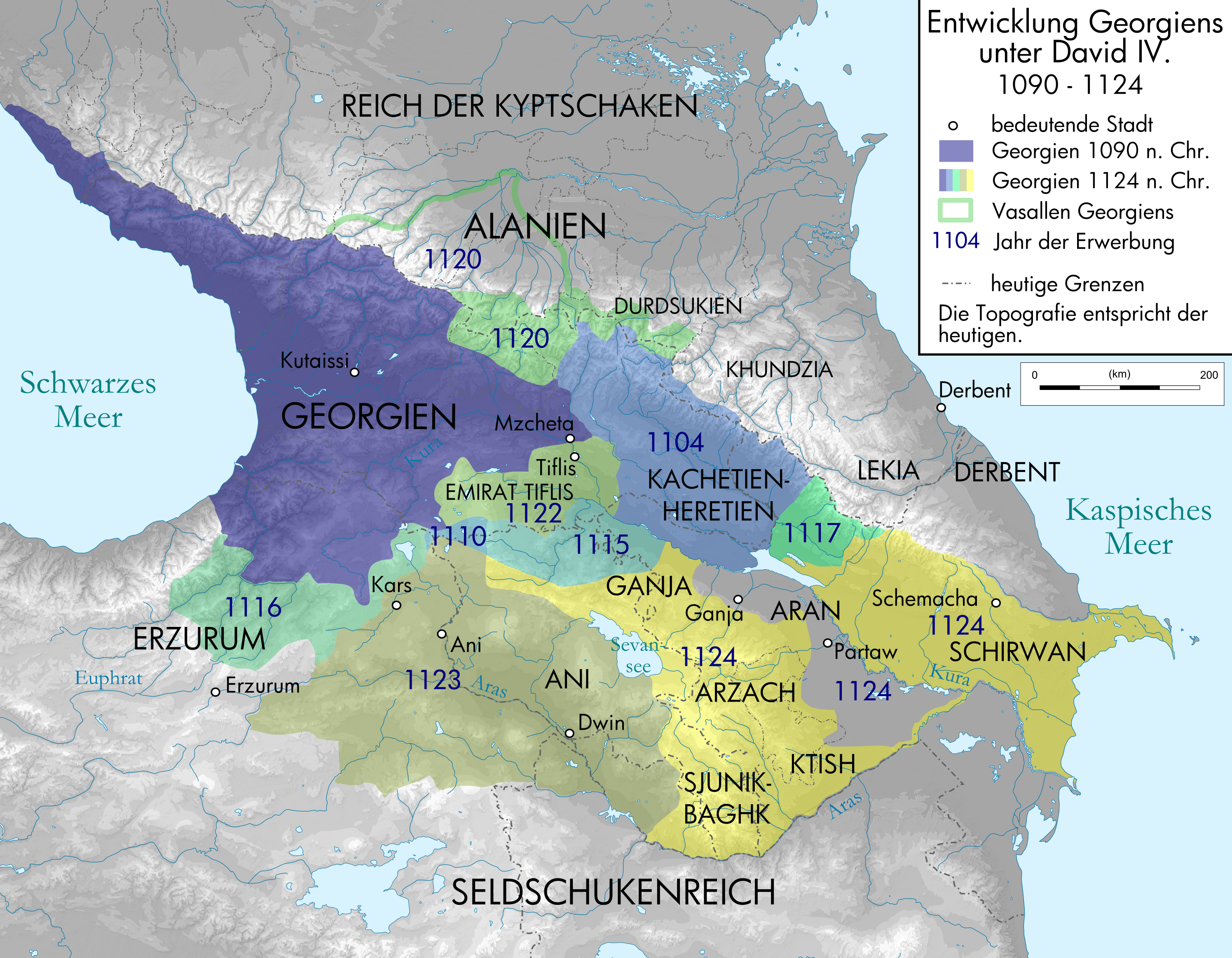
Gruzínské království za vlády krále Davida IV.

Klášter Ikalto založil v druhé polovině 6. století ctihodný (řecky Όσιος) Zenon Ikaltský, jeden z tzv.Třinácti asyrských otců - křesťanských duchovních, kteří přišli na území Gruzie v polovině 6. století a zakládali zde kláštery.

### Založení akademie
Akademie jako církevní vysoká škola byla v ikaltském klášteře založena v první čtvrtině 12. století z iniciativy duchovního Arsena Ikaltoeli a gruzínského krále Davida IV. Stavitele (1073 - 1125). 

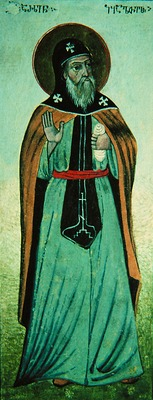
Arsen Ikaltoeli, miniatura z 18. století

Arsen Ikaltoeli pocházel z Ikalta, byl synem místního šlechtice Ibada Vachnadze. V Konstantinopoli studoval na Akademii Mangana a poté působil v klášteře Kalipos na Černé hoře u Antiochie (turecká Antakya). Když král David IV. nechal v roce 1106 založit Akademii v Gelati, povolal Arsena spolu s Ioanem Petrici, aby se ujali akademické činnosti a rozvinuli zde učení manganské školy.
Učební osnovy byly postaveny na principu trivia a quadria, přičemž základními předměty byly gramatika, rétorika a dialektika, resp. logika, dále hudba, aritmetika, geometrie, geografie a astronomie. Nedílnou součástí výuky byla také teologie, filosofie a zpěv. Kromě toho byli posluchači akademie zapojeni také do výuky praktických činností, jako je hrnčířství, kovářství, farmakologie, vinohradnictví a vinařství.Traduje se, že jedním z žáků ikaltské akademie ve 12. století byl i slavný gruzínský básník Šota Rustaveli.
Po založení akademie v Ikalto se Arsen Ikaltoeli stal jejím prvním rektorem. Přeložil zde z řečtiny řadu významných děl, jako byl například spis "Pégé gnóseós“ („Pramen poznání“) Jana z Damašku z poloviny 8. století. Arsen Ikaltoeli zde sepsal také "Epitaf Davida Stavitele".

### Zánik
Akademie v Ikalto byla spolu s klášterem v roce 1616 vypálena a zničena vojsky perského šáha Abbáse I., který si v 17. století podmanil Gruzii. V 19. století Rusové nechali zabílit historické fresky v dosud zachovaném ústředním svatostánku Khvtaeba (kostel Proměnění Páně) z 8. - 9. století.

## 20. a 21. století

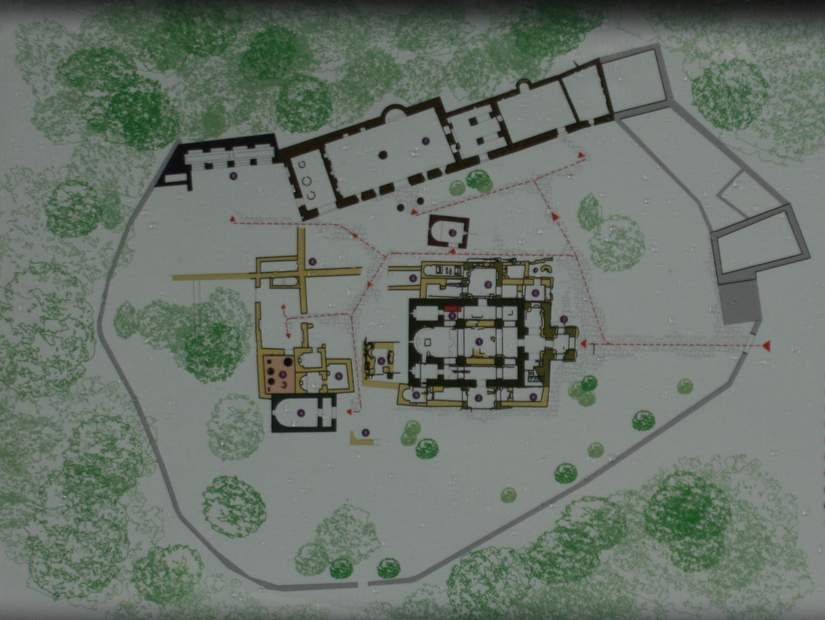
Pánek kláštera Ikalto - objekty akademie jsou v severní části

V dalších staletích byl klášterní život v Ikaltu obnoven, nikoliv však již činnost akademie. V roce 1921, po vzniku Gruzínské sovětské socialistické republiky a připojení Gruzie k RSFSR byl klášter uzavřen. V roce 1965 bylo v prostorách kostela Khvtaeba otevřeno muzeum, avšak knihy, ikony a další cenné předměty včetně klášterního zvonu byly během éry komunismu ztraceny. Po vyhlášení nezávislosti Gruzie byl klášter Ikalto v roce 1991 opět obnoven.
Z bývalé akademie a kláštera zůstaly do 21. století zachovány tři kostely a ruiny dvoupatrové budovy akademie a přilehlých staveb. Zmíněnými svatostánky jsou: hlavní kostel Khvtaeba, vybudovaný na místě staršího kostela, v němž byl pohřben zakladatel kláštera Zenon Ikaltský, dále bazilika Kvelatsminda (Nejsvětější) ze 7. století a malý kostel Sameba (kostel Nejsvětější Trojice) ze 6. století. Pozůstatky akademie odhalují rozsáhlou podlouhlou dvoupatrovou stavbu, vybudovanou na jedné straně klášterního dvora z kamenných valounů. V přízemí bývaly dvě velké místnosti, zatímco rozlehlá hala v prvním poschodí sloužila jako sál, určený k disputacím. Zachovaly se též četné důkazy o prosperujícím vinařství, které patřívalo k akademii a ke klášteru - velké kameny, na nichž se šlapáním drtily hrozny, vinný sklep marani, kde v podlaze byly zakopány velké nádoby kvevri (hliněné džbány, v nichž zrálo víno) a další kvevri, sklady či jiné objekty v okolí. V letech 2007 - 2009 byly některé stavby v areálu kláštera Ikalto restaurovány.